# Euphyia fervidata
Euphyia fervidata är en fjärilsart som beskrevs av Walker 1862. Euphyia fervidata ingår i släktet Euphyia och familjen mätare. Inga underarter finns listade i Catalogue of Life.